# Проничева, Елена Владимировна
Елена Владимировна Проничева (родилась 6 июня 1983, Мелитополь, Запорожская область, Украинская ССР, СССР) — российский культурный деятель, исполнительный директор Еврейского музея и центра толерантности в 2013—2020 годах, глава Политехнического музея в 2020—2023, генеральный директор Третьяковской галереи (с 8 февраля 2023 года).

## Биография
Елена Проничева родилась в 1983 году в Мелитополе в семье Владимира Проничева (в 2003—2013 годах — главы Пограничной службы ФСБ России). Её старшая сестра Екатерина была впоследствии генеральным директором ВДНХ, с 2018 по 2022 год возглавляла московский комитет по туризму. Елена окончила МГИМО по специальности «сравнительная политология» в 2005 году. Работала в аппарате Комитета по бюджету и налогам Государственной думы, в департаменте внешнеэкономической деятельности «Газпрома», в Газпромбанке, на ВДНХ.
В 2013 году Проничева стала исполнительным директором Еврейского музея и центра толерантности, в этой должности проработала до 2020 года. В 2015 году назначена исполнительным директором Федерального научно-методического центра по вопросам психологии и педагогики толерантности. В 2018 году вошла в экспертный совет Регуляторной гильотины по направлению «Культура». В 2019 награждена Почётной грамотой Московской городской думы. С 2020 года — директор московского Политехнического музея.
28 июня 2022 года Проничева вошла в состав Совета при Президенте Российской Федерации по науке и образованию. 8 февраля 2023 года была назначена генеральным директором Третьяковской галереи.